# Ulrike Adeberg
Ulrike Adeberg (* 29. Dezember 1970 in Merseburg, DDR) ist eine ehemalige deutsche Eisschnellläuferin.

## Karriere
Adeberg debütierte 1988 bei der Junioren-WM und belegte Rang 12. Bei den Junioren-Weltmeisterschaften 1989 und 1990 gewann Adeberg jeweils Gold im Mehrkampf. 1991 trat Adeberg erstmals im Seniorenbereich an und belegte bei EM und WM jeweils Platz sieben im Mehrkampf. Erst 1994 startete Adeberg wieder bei großen internationalen Wettbewerben, inzwischen für die Bundesrepublik Deutschland. Bei der Weltmeisterschaft im Jahr 1994 belegte Adeberg im Mehrkampf hinter Emese Hunyady Platz zwei. Bei den Olympischen Winterspielen 1994 belegte Adeberg Rang 12 über die 1500 Meter. 1998 erreichte sie mit Platz vier ihr bestes Ergebnis bei einer Europameisterschaft. Adeberg gewann die deutschen Meisterschaften im Mehrkampf 1994 und 1999.